# Oskar Linnros
Hans Oskar "Kihlen" Linnros (nacido el 15 de agosto de 1983 en Sundbyberg, Suecia) es un músico sueco que fue parte de la banda de hip hop alternativo Snook, junto a Daniel Adams-Ray, antes de comenzar su carrera en solitario con el álbum Vilja bli.

## Discografía

### Álbumes de estudio con Snook
- Vi vet inte vart vi ska men vi ska komma dit - (2004)
- Är - (2006)

### Álbumes de estudio en solitario
- Vilja bli - (2010)
- Klappar och slag - (2013)

### Sencillos con Snook
- Såpbubblor - (2004)
- Mister Cool - (2004)
- Lejonhjärta (feat. Organism 12) - (2005)
- Snook, svett och tårar - (2006)
- Längst fram i taxin - (2006)
- Kommer ifrån (2006)

### Sencillos en solitario
- Ack, Sundbyberg - (2010)
- Från och med Du - (2010)
- Genom eld - (2010)
- 25 - (2011)
- "Hur dom än - (2013)
- Från balkongen - (2013)
- Kan jag få ett vittne? - (2013)